# Mourir à Ibiza (Un film en trois étés)
Pour plus de détails, voir Fiche technique et Distribution.
Mourir à Ibiza (Un film en trois étés) est un film français réalisé par Anton Balekdjian, Léo Couture et Mattéo Eustachon, sorti en 2022.

## Synopsis
Arles, Étretat, Ibiza, trois destinations de vacances, trois étés. Léna, comédienne, Marius, skipper, Maurice, boulanger, Ali, gladiateur, Magda, chanteuse, vont se croiser, se trouver et se retrouver, s'aimer ou pas, parler de ce qu'ils voudraient faire de leur vie... De l'amitié à l'amour, d'une fête à l'autre, au gré des musiques d'un été, les jeunes protagonistes du film finiront par chanter leurs histoires.

## Fiche technique
- Titre : Mourir à Ibiza (Un film en trois étés)
- Réalisation : Anton Balekdjian, Léo Couture et Mattéo Eustachon
- Scénario : Anton Balekdjian, Léo Couture et Mattéo Eustachon
- Photographie : Mattéo Eustachon
- Montage : Juliette Alexandre
- Production : Joséphine Mourlaque et Antoine Salomé
- Société de production : Mabel Films, La Villa Canouche et Alcatraz Films
- Société de distribution : Shellac Distribution (France)
- Pays :  France
- Genre : Comédie dramatique, romance et film musical
- Durée : 107 minutes
- Dates de sortie : 
  -  France : 7 décembre 2022

## Distribution
- Lucile Balézeaux : Léna
- Alex Caironi : Maurice
- Cesar Simonot : Marius
- Mathis Sonzogni : Ali
- Jag : Christine
- Elsa Rapu : Magda
- Tony Ribas Bonet : Tony

## Accueil
Le film a reçu de bonnes critiques de la presse française et a une moyenne presse de 3,9/5 sur Allociné.

## Distinctions
- Mention spéciale du jury, prix du public, prix des lycéens et prix Marseille Espérance au festival international de cinéma de Marseille 2022[2].